# Ciclo zolfo-iodio
Il ciclo zolfo-iodio (ciclo S-I) riguarda una serie di processi termochimici utilizzati per la produzione di idrogeno.
Il ciclo S-I consiste di tre reazioni chimiche nelle quali il reagente principale è l'acqua e i prodotti finali sono l'idrogeno e l'ossigeno. Gli altri agenti chimici vengono riciclati. Il processo S-I richiede una efficiente fonte di calore.

## Descrizione del processo
Le tre reazioni che producono idrogeno sono le seguenti:
1. I2 + SO2 + 2 H2O → 2 HI + H2SO4 (120 °C)
  - L'HI viene poi separato per distillazione. Notare che H2SO4 concentrato può reagire con HI, risultando in I2, SO2 e H2O (reazione inversa). Molti processi chimici sono reazioni reversibili, come la produzione di ammoniaca da N2 e H2, rimuovere il prodotto sposta l'equilibrio della reazione a destra. Questa reazione è talvolta conosciuta come reazione di Bunsen.
2. H2SO4 → SO2 + H2O + ½O2 (830 °C)
  - L'acqua, l'SO2 e il residuo H2SO4 devono essere separati dall'ossigeno per condensazione.
3. 2 HI → I2 + H2 (450 °C)
  - Lo iodio e l'acqua o il biossido di zolfo (SO2) sono separate per condensazione, e come prodotto rimane l'idrogeno gassoso.

Reazione netta: H2O → H2 + ½O2
I composti dello zolfo e dello iodio sono recuperati e riutilizzati, da cui la concezione del processo come un ciclo. Tale ciclo è un motore chimico a calore. Il calore entra nel ciclo nelle reazioni chimiche 2 e 3 (ad alte temperature e endoenergetiche) ed esce dal ciclo nella reazione 1 (a bassa temperatura ed esoenergetica). La differenza tra calore entrante e uscente dal ciclo esce dal ciclo sotto la forma del calore di combustione dell'idrogeno prodotto.

## Ricerca
Il ciclo S-I fu elaborato negli anni settanta alla General Atomics. L'Agenzia Giapponese per l'Energia Nucleare (JAEA) ha condotto con successo esperimenti con il ciclo S-I con l'intento di usare i reattori nucleari di IV generazione ad alte temperature per produrre idrogeno. I piani sono stati elaborati per testare sistemi automatizzati su larga scala per la produzione di idrogeno (Nuclear Hydrogen, o NuH2). Con il benestare di un'Iniziativa Internazionale di Ricerca sull'Energia Atomica (INERI), la CEA francese, la General Atomics e la Sandia National Laboratories stanno sviluppando congiuntamente il ciclo zolfo-iodio. Ulteriori ricerche si stanno svolgendo nell'Idaho National Laboratory, INL e l'Argonne National Laboratory, ANL in USA, in Canada, Corea ed Italia.

## Economia ad idrogeno
Il ciclo zolfo-iodio è stato proposto come un modo per produrre idrogeno per un'economia basata sull'idrogeno stesso. Con un'efficienza approssimabile al 50% è più efficiente dell'elettrolisi, e non richiede idrocarburi come gli attuali metodi di steam reforming ma richiede calore dalla combustione, reazioni nucleari, o concentratori di calore solare. Sono necessarie considerevoli ulteriori ricerche prima che il ciclo zolfo-iodio possa divenire una via praticabile per l'idrogeno.
I primi reattori di IV generazione sono infatti attesi per il 2030 circa..